# Garçon accroupi
Le Garçon accroupi est une sculpture du peintre et sculpteur italien de la Renaissance Michel-Ange, conservée aujourd'hui au Musée de l'Ermitage à Saint-Pétersbourg.

## Description
Le Garçon accroupi est une sculpture en marbre de 54 cm et représente un garçon nu, replié sur lui-même, peut-être en train de se retirer une épine du pied. Même si la statue n'est pas bien finie, les traits du visage, les cheveux et les formes du corps sont bien reconnaissables.

## Histoire
La statue qui appartenait à l'origine aux Médicis, fut achetée par le banquier John Lyde Browne, un collectionneur anglais qui avait été chargé par la tzarine Catherine II de Russie de lui trouver des œuvres en Europe occidentale afin d'étoffer sa collection.
L'œuvre n'a été que  récemment été attribuée avec certitude à Michel-Ange. Ceci a été possible grâce à l'intuition de l'érudite allemande Anny E. Popp qui en 1923 la compara à un dessin conservé au British Museum de Londres relatif au premier projet pour la Sagrestia Nuova des chapelles des Médicis de la basilique San Lorenzo de Florence qui abrite les tombes de la famille florentine. Dans le dessin apparaissent deux figures accroupies, placées de profil à l'intérieur de niches dont l'une ressemble au Garçon accroupi.
Les travaux pour les tombeaux des Médicis débutèrent en 1524 tandis que le Garçon accroupi semble dater de 1530 à 1534, année du départ de l'artiste pour Rome.
Au moment où Michel-Ange quitta Florence, la statue était sur le pavement de la Sacristia Nuova et, après de nombreuses péripéties, réapparut en 1785 dans les salles du Petit Ermitage.

## Signification et interprétation
Vu sa destination d'origine, on ne peut donner qu'une signification allégorique à cette statue intravertie et pensive.
Son esthétique renvoie au style antique.
Certains érudits la considèrent comme une représentation d'une des âmes non nées, destinées aux limbes ou d'un génie funéraire, d'autres, se référant aux entreprises militaires de la famille inhumée dans le monument, pensent qu'il s'agirait plutôt d'un guerrier ou d'un prisonnier.
Si la pose renvoie à l'Antiquité et plus précisément au motif classique du spinario, l'impression suscitée par l'image d'un homme opprimé et courbé dans le physique et dans l'esprit est d'une extraordinaire modernité.

## Sources
- (it) Cet article est partiellement ou en totalité issu de l’article de Wikipédia en italien intitulé « Ragazzo accovacciato » (voir la liste des auteurs).